# FC Sochaux-Montbéliard
FC Sochaux-Montbéliard (Football Club Sochaux-Montbéliard) je klub francouzské Ligue 2, sídlící ve městě Sochaux, byl založen roku 1928. Hřištěm klubu je Stade Auguste Bonal s kapacitou 20 005 diváků.

## Získané trofeje

### Vyhrané domácí soutěže
- 1. francouzská liga ( 2× )

(1935, 1938)
- 2. francouzská liga ( 2× )

(1947, 2001)
- Francouzský fotbalový pohár ( 2× )

(1937, 2007)

## Známí hráči
- Roger Courtois
- Jordan Ayew
- Joël Bats
- Vojtěch Bradáč
- El Hadji Diouf
- Ludvík Dupal
- Mevlüt Erdinç
- Bernard Genghini
- Josef Humpál
- Karel Michlovský
- Ivan Perišić
- Jiří Šefelín
- Václav Svěrkoš
- Otakar Sýkora
- Antonín Tichý